# تشيلسي نوبل
تشيلسي نوبل (بالإنجليزية: Chelsea Noble)‏ وهي ممثلة أمريكية ولدت في يوم 4 ديسمبر 1964 في تشيكتاواغا، نيويورك في الولايات المتحدة، مثلت دور كيت مكدونالد في مسلسل آلام متزايدة في سنة 1987 وهي حالياً زوجة المبشر الإنجيلي والممثل السابق كيرك كاميرون.

## روابط خارجية
- تشيلسي نوبل على موقع IMDb (الإنجليزية)
- تشيلسي نوبل على موقع ألو سيني (الفرنسية)
- تشيلسي نوبل على موقع تيرنر كلاسيك موفيز (الإنجليزية)
- تشيلسي نوبل على موقع أول موفي (الإنجليزية)
- تشيلسي نوبل على موقع قاعدة بيانات الأفلام السويدية (السويدية)
- تشيلسي نوبل على موقع إن إن دي بي (الإنجليزية)
- تشيلسي نوبل على موقع قاعدة بيانات الفيلم (الإنجليزية)
- تشيلسي نوبل على موقع كينوبويسك (الروسية)